# 螢 (SIONのアルバム)
『螢』（ほたる）は、SIONの7枚目のオリジナル・アルバム。1992年9月23日発売。発売元はBAIDIS（テイチク）。

## 解説
1年半ぶりのオリジナル・アルバム。
初回生産分には「AIN'T NOTHIN' I CAN DO」「Once Only Love」のBoston Acoustic Versionを収録した8cmCDが封入されていた。
後述の2004年の再発盤では1枚にまとめられたが、2008年の再発盤には収録されていない。

## リリース変遷
2004年5月26日に再発売され、2008年8月27日に紙ジャケット・リマスタリング仕様で再発売された（現在は廃盤）。

## 収録曲
全作詞・作曲：SION　編曲：松田文

### CD
1. 螢 (4:48)
2. AIN'T NOTHIN' I CAN DO (3:33)
3. 当然のこと (3:39)
4. あと少し (3:01)
5. お手あげだ (3:54)
6. 2月というだけの夜 (5:58)
7. チェッ (4:26)
8. あっちへ行ってくれ (3:40)
9. ホラ吹き野郎 (5:39)
10. 早く帰ろう (5:32)
11. トタン屋根の小屋に住む老人 (4:12)
12. さあ行かなきゃ (5:49)

### 初回封入CD（8cmCD）
1. AIN'T NOTHIN' I CAN DO (Boston Acoustic Version) (2:56)
2. Once Only Love (Boston Acoustic Version) (4:01)

## 参加ミュージシャン
- SION：ボーカル、ハーモニカ
- 松田文：ギター
- 尾崎孝：ドブロ・ギター、スティール・ギター
- 井上富雄：ベース
- 早川岳晴：ベース、ウッドベース
- 細海魚：ピアノ、フェンダー・ローズ、アコーディオン
- 粟野貢司：ピアノ、ハモンドオルガン
- 宮田繁男：ドラム
- 菅沼孝三：ドラム
- 中西俊博：ヴァイオリン
- 福森隆：ヴァイオリン
- 大矢貞男：ヴァイオリン
- JAKE H. CONCEPCION：サックス
- 大沼幸江：ヴィオラ
- 堀沢真弓：チェロ